# Can Buxeres
|  | Pel que fa a la masia de Viladecavalls, vegeu Can Boixeres (Viladecavalls) |

Can Buxeres o Can Boixeres és un conjunt d'una residència, masoveria i jardí a l'Hospitalet de Llobregat (Barcelonès), catalogat com a bé cultural d'interès local.

## Història
Segons la descripció feta pel baró de Maldà en el seu Calaix de sastre el 1770, la finca, anomenada Ca n'Alemany, era una masia envoltada de camps de conreu i d'alguns arbres, propietat d'Antoni d’Alemany i Berozi. El 1818 fou heretada per Antoni d'Alemany i de Pallejà, i posteriorment, pel seu fill Lluís d'Alemany i Ràfols, que fou secretari de l'Ajuntament de l'Hospitalet. En aquesta època, la finca era coneguda pel nom de Casa Alta.
En una data indeterminada entre els anys 1850 i 1854 es va aixecar el terraplè i mur de tancament sobre els quals passa la via del tren de Barcelona a Molins de Rei. El 1875, la finca fou adquirida o llogada per Joaquima Casanovas, que hi va fer construir una torre neomudèjar de maó, emprada com a molí per a pouar aigua. Dos anys més tard, el 1877, passà a mans de l'advocat Lluís Buxeres i Abat (1838-1909), germà de Josep Antoni Buxeres i Abat i pertanyent a una nissaga de notaris del Baix Llobregat. El 1901, encarregà la transformació de la finca en residència d'estiueig a l'arquitecte Antoni Serrallach. Aquest anivellà l'alçada de l'antiga masia i en modificà el perímetre, a més d'afegir-hi les galeries laterals i de la façana posterior de la casa. També projectà la casa dels masovers, construïda el 1904. A partit del 1906, l'arquitecte Manuel Joaquim Raspall i Mayol dissenyà el jardí lateral de la casa, on inclogué una font ornamental i diverses jardineres de trencadís. També projectà el mur que envolta la casa, així com la porta d'accés i un parell de fanals de forja, situats a banda i banda del porxo d'entrada. L'arranjament del jardí s'acabà el 1911, com anuncia la placa d'una de les reixes d’entrada de la carretera d’Esplugues.
A la mort de Lluís Buxeres el 1909, la propietat va passar primer a la seva vídua Inès Bultó i Cauhé, i a la mort d'aquesta el 1918 l'heretà el seu fill Francesc d'Assís Buxeres i Bultó. El 1895, aquest i el seu germà Joan, juntament amb Josep Font i Ginebra, havien fundat la societat de comerç colonial Buxeres Germans i Font, dedicada a la importació de cacau i cafè de l'illa de Fernando Poo (actualment Bioko) a la Guinea Espanyola, d'on van portar un nen anomenat Amadeu, que feia de criat a la casa i es va fer popular a l'Hospitalet quan sortia per a fer-hi compres i altres encàrrecs.
Entre el 1921 i el 1926, hi intervingué l'arquitecte Josep Plantada i Artigas, que redecorà gairebé tots els interiors i hi col·locà nous sostres pintats. El menjador es guarní amb un fris de guix amb medallons de caps de dames i cavallers renaixentistes; també hi instal·là una llar de foc decorada amb uns versos en català del poeta persa Omar Khayyam. També construí el porxo de la façana principal, i allargà la façana del primer pis en sentit longitudinal, afegint dos cossos a banda i banda. És possible que també s'encarregués de les balustrades decorades amb gerros i copes que compartimenten el jardí en terrasses.
Francesc Buxeres morí el 1924, i fou succeït pel seu germà Enric, que el 23 d'octubre del 1927 hi rebé la visita de la reina Victòria Eugènia de Battenberg i les infantes, arribades a l'Hospitalet per a inaugurar la nova seu de Correus, obra de Ramon Puig i Gairalt. El 1936, Enric Buxeres fou assassinat a la torre de Viladecavalls, i durant la Guerra Civil, Can Buxeres fou ocupada i col·lectivitzada pel Comitè de Milícies Antifeixistes, dominat pels anarcosindicalistes de la CNT. El 1939, un cop acabat el conflicte, la finca fou retornada als seus propietaris, però a partir d'aleshores només fou utilitzada com a residència d'estiueig.
El 1968, l'Ajuntament de l'Hospitalet comprà la finca i el palauet a Lluís María Buxeres i Fabre, fill de Joan Buxeres i Bultó, i la seva esposa María Josepa de Caralt i Mata, per 32 milions de pessetes, essent declarat parc municipal el 8 de novembre del 1972.

## Descripció
Envoltant el jardí hi ha una muralla per sobre de la qual passa la via del tren. El parament és de pedra per les estructures portants (les parts baixes de les portes, les pilastres que divideixen els trams, els contraforts triangulars, etc.) i de maó en els arcs de mig punt de les portes. A la carretera d'Esplugues té una gran portalada de pedra i ferro d'estil-classicista, amb ordres de pilastres de tipus corinti i a la part superior de la porta es pot llegir la data de 1911.
Hi ha un templet modernista, de planta circular, cobert amb cúpula amb tambor, sostinguda per sis columnes. Aquestaestà decorada amb mosaic de ceràmica vidrada. Les columnes són de formigó, tenen petits capitells i estan decorades amb mosaic blanc a la part superior i amb mosaic fosc a la part inferior. Un ferro forjat fa de barrera del templet. Hi ha uns esglaons per accedir a la construcció. L'acurat recobriment amb diminutes peces ceràmiques de mosaic de les columnes i la cúpula va ser obra del mestre de cases Gonçal Batlle i Monrós amb l'ajut d'un paleta anomenat Badosa.
La masoveria, obra de l'arquitecte Antoni Serrallach, és un edifici de planta baixa, un pis i golfes, amb teulada a doble vessant i el carener perpendicular a la façana principal. La porta d'accés és adovellada, amb forma d'arc el·líptic, i la resta d'obertures són rectangulars, amb les llindes de formes arrodonides i els brancals alternen les dovelles estucades i les llises. La façana té un acabament ondulat que oculta la teulada. A banda i banda hi ha dos cossos afegits d'una planta, que al primer pis fan un balcó tancat per una balustrada.

### Escultures
Dins del parc hi ha gran variació d'elements com arbres, plantacions de flors, escultures, fonts, etc. Dues escultures destacades són La família, d'Hèctor Cesena, i La noia del colom, nu de Rafael Solanic.
La família és una escultura en marbre blanc d'uns 2 m d'alçada amb la peanya, que representa un home que agafa per l'espatlla a una dona que porta un nen de bolquers als braços. Les figures són de mida natural. L'estil és realista però esquematitzat, insinuant les línies de composició i de les figures però defugint els detalls, tret dels rostres.
Noia amb colom és una escultura en marbre blanc d'uns 80 cm d'alçada més 20 cm de peanya que representa una noia nua, de mida natural que, en posició ajupida, sosté un colom a les mans. L'estil és clarament noucentista, recollint influències d'Arístides Maillol i sobretot d'Esteve Monegal, principal mestre de l'autor de l'escultura. La peanya de formigó és un afegit posterior.

## Galeria d'imatges

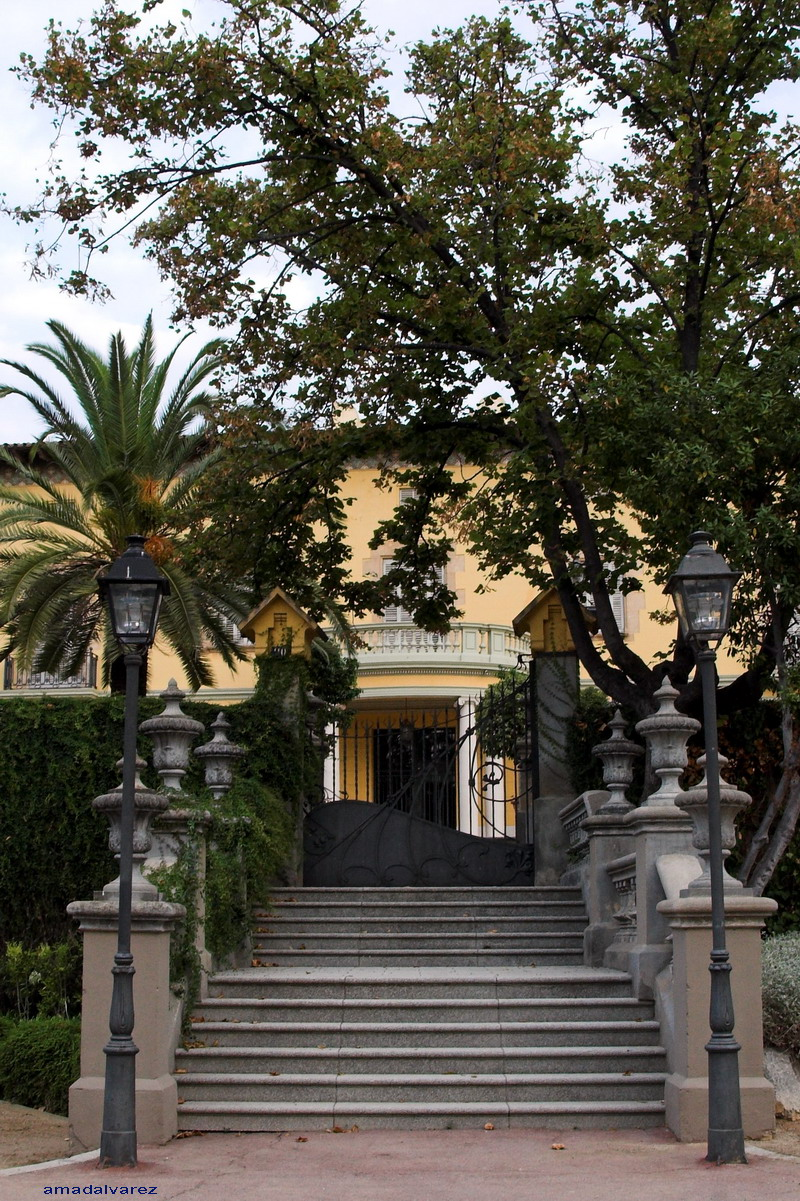
Palauet
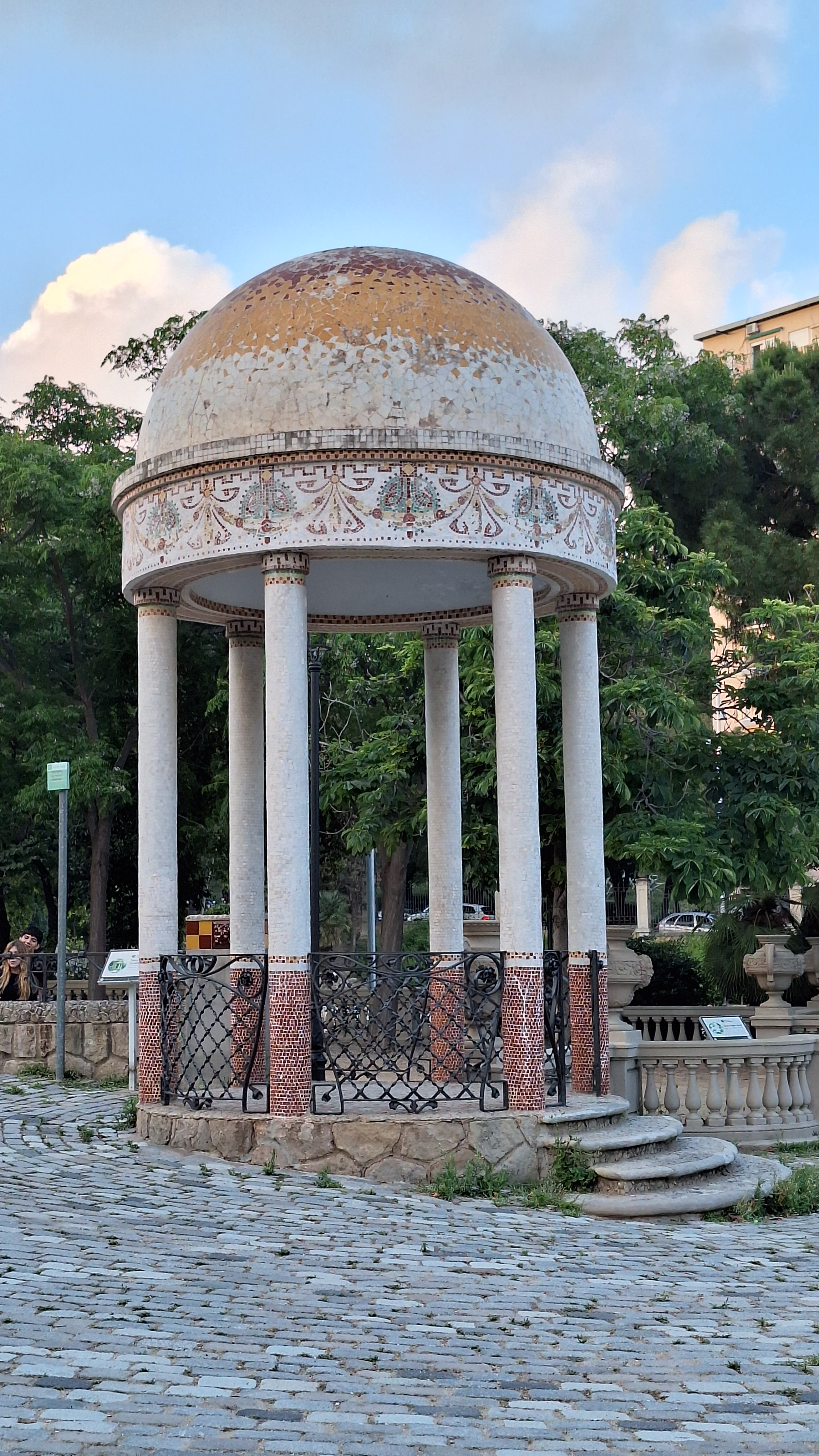
Templet
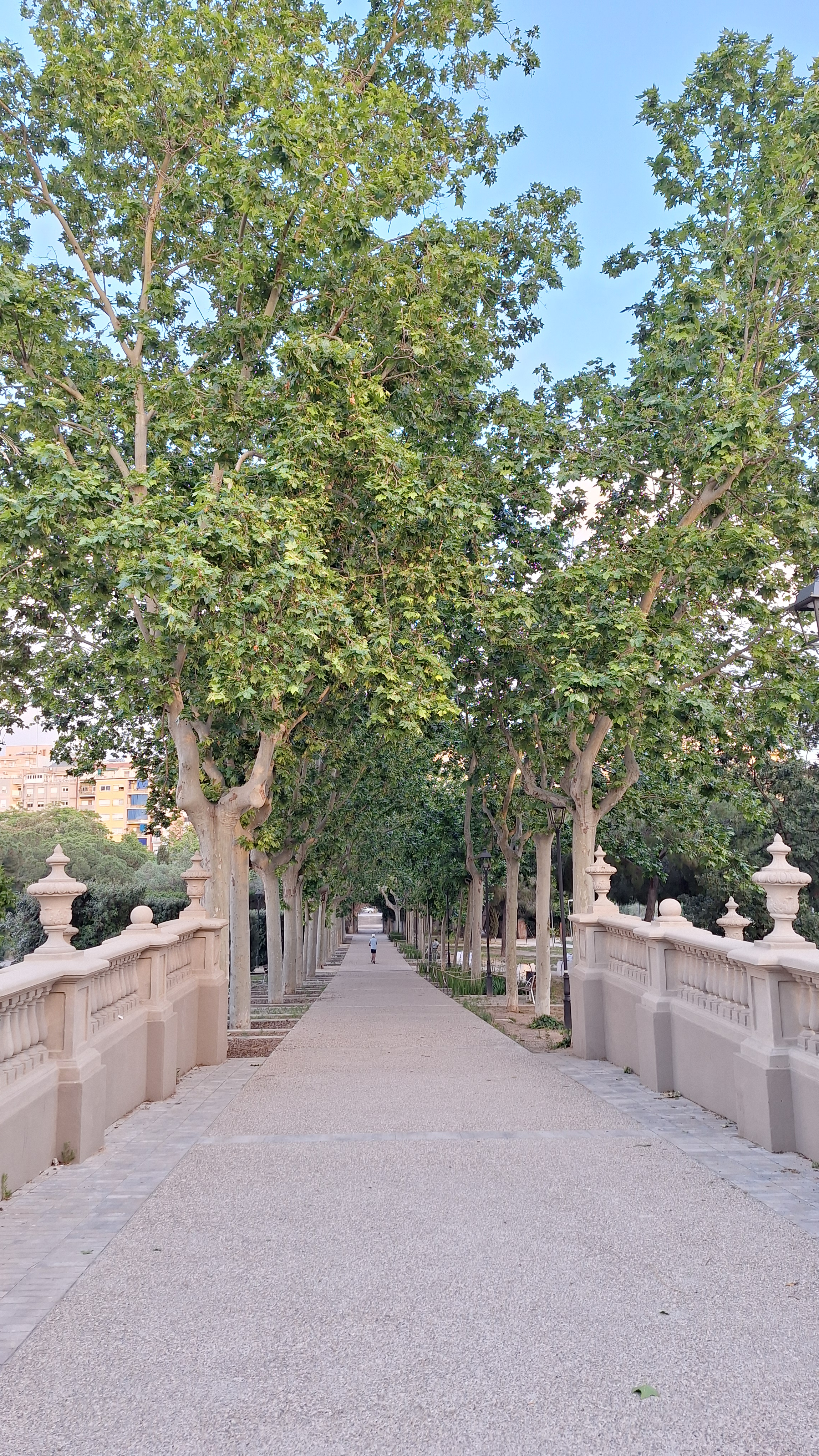
Camí central
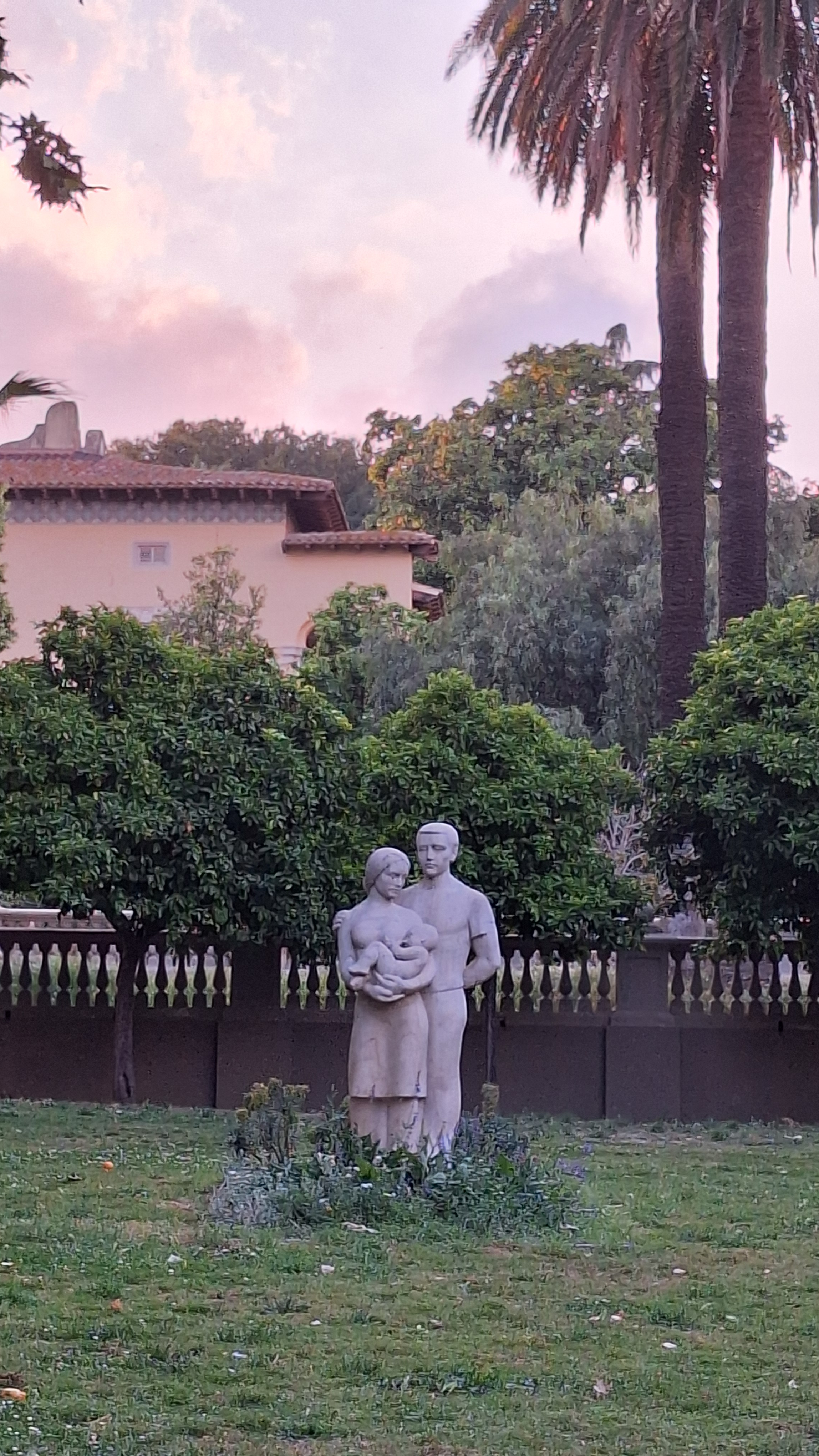
La família
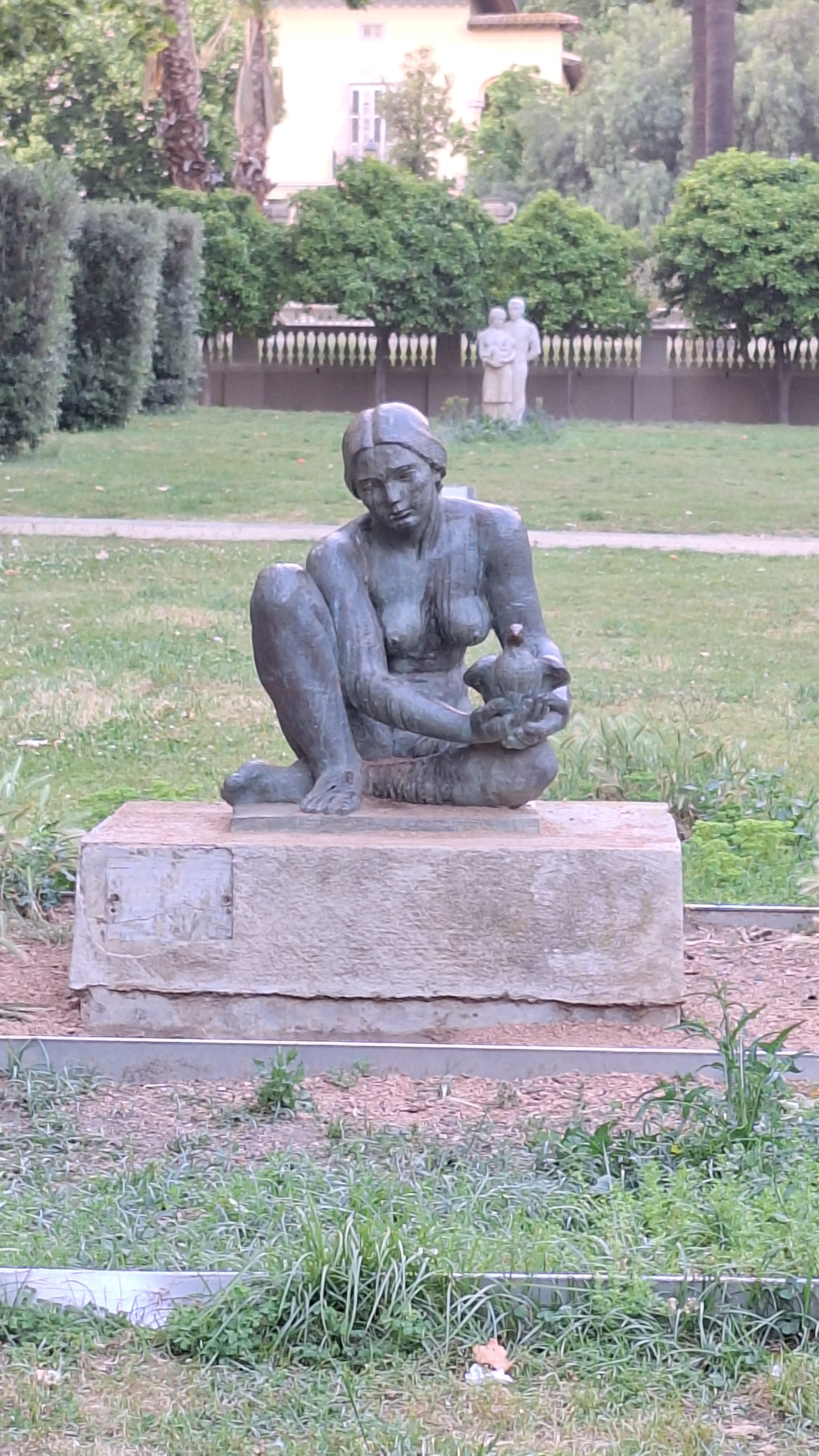
Noia amb colom